# Neuquenornis volans
Neuquenornis volans, Chiappe & Calvo, 1994 (Неукенорніс) — вимерлий птах родини Avisauridae, який мешкав в крейдяному періоді близько 85 млн років тому. Скам'янілості знайдені у пластах формації Бахо-де-ла-Карпа, що знаходиться у Патагонії, Аргентина. Це був великий птах для свого часу. Неофіційні оцінки показують, що він сягав майже 30 см (12 дюймів) довжини тіла без хвоста.
Голотип (MUCPv-142) знаходиться в колекції Музею природничої науки (Буенос-Айрес, Аргентина).
Назва Neuquenornis volans перекладається, як «літаючий птах з провінції Неукен».